# Distrito de Soras
El distrito de Soras es uno de los once que conforman la provincia de Sucre, ubicada en el departamento de Ayacucho en el Sur del Perú. Fue creado mediante Ley del 2 de enero de 1857. Su capital es el centro poblado de Soras, con 1060 habitantes. Es el distrito más antiguo de la Provincia de Sucre y fue fundado en el segundo gobierno del Presidente Ramón Castilla. Inclusive en la época prehispánica y casi toda la época colonial fue la capital y cabecera de la denominada Provincia de Hatun Soras o Provincia de Los Soras.

## Alcaldes
- 1986 - 1991 Sr. Florentino Gómez Roca
- 2000 - 2003 Sr. Saturnino Miranda Ramírez
- 2004 - 2006 Biolg. Félix De La Cruz Huamani
- 2007 - 2010 Prof. Héctor Gutiérrez León
- 2011 - 2014 Prof. Dennys Poma León
- 2014 - 2018 Prof. Héctor Gutiérrez León
- 2019- 2022 Sr. Edwin Jauregui Lapa
- 2023-2026 (Actual) Marcelino Ramos Canales

## Historia

### Prehispánica
Los soras eran un grupo étnico del Intermedio Tardío. Tenían como vecinos a los chankas al norte, los rucanas al sur y oeste, y los aymaraes al este. 
El naciente Imperio incaico, gobernado por Pachacutec, emprendió su conquista y pudo conquistarlos tras una corta pero intensa guerra; sin embargo, nunca pudieron rendir su espíritu belicoso pero a la vez muy noble, el cual imponía respeto entre las otras regiones.
Los incas construyeron el sitio de Hatun Soras como su principal centro administrativo, cuyos restos hoy se mezclan con estructuras coloniales y modernas.

## Colonial
Según las relaciones geográficas de Indias, en 1586 Luis de Monzón, corregidor de Lucanas y Soras, realiza una descripción del repartimiento de atún, Soras dice lo siguiente: 
"Se hallan en el pueblo de San Bartolomé de Atunsora, es la cabecera del repartimiento, existe en este repartimiento y provincia tres parcialidades. 
Hanan Soras, Hurin Soras y Challcos". Los Soras hablaban el quechua y además el aimara.
(actualmente ambos distritos de la provincia de Sucre en el Departamento de Ayacucho). Adoraban a una montaña nevada llamada Ccarhuarazo y a los Apus qari y warmi, que se ubica en la provincia de Sucre del Departamento de Ayacucho.
Asimismo; en esta etnia y pueblo, por primera vez, explosionó o se originó el movimiento indígena/étnica de resistencia cultural,llama el TAKI ONQOY o AYRA. Desarrollándose entre los años 1560 a 1570 aproximadamente. Esta insurgencia cultural, invocaba retomar el adoratorio de los apus y huamanis, dioses ancestrales; y así, desterrar a los dioses de los españoles y por consiguiente a ellos.  
Se extendió por todas las provincias y pueblos cercanos, ocupando varios departamento del Perú. Fue descubierto en la Provincia de Parinacochas; para luego ser duramente reprimido y castigado por los españoles, en este caso por el cura Cristóbal de Albornoz. 
Testigo y reflejo originario del TAKI ONQOY, queda la costumbre de: TORO VELAY, DANZA de las TIJERAS, CONTUR TUSUY y HERRANZA DE VACAS. Son una de las tantas costumbres, donde aún existe los vestigios culturales y originarios de éste gran movimiento étnico. También; a la fecha se mantiene todavía algunas huacas y apus, en todo el territorio de Soras y pueblos aledaños -actual PROVINCIA DE SUCRE-.

## La resistencia a Sendero Luminoso
Durante la década de 1980 a 1990, este pueblo lideró en la actual provincia de Sucre, la lucha frontal contra Sendero, con las rondas campesinas y alianzas comunales. Y producto de ello, como represalia y castigo, fue víctima de una vil y cobarde matanza, en dos oportunidades, el 26 de noviembre de 1983 y 16 de julio de 1984. 
La Comisión de Derechos Humanos (COMISEDH) ha realizado la investigación de la matanza de Soras, y lo ha considerado como la más grande, a nivel nacional -hasta ahora-; pasando al caso de Lucanamarca, esto es, por el número de muertos y crueldad, ejecutada por los terroristas de Sendero Luminoso (PCP-SL). 
En julio de 1984, usando un bus secuestrado de la empresa de transportes "Expreso Cabanino", y tras asesinar a los pasajeros; una columna senderista recorrió diversos pueblos y anexos de Soras, torturando y asesinando a los líderes y campesinos, que rechazaban su dominio y campaña. 
Este caso, conocido como la "Caravana de la Muerte", desde el año 2012, se ha judicializado; y, se viene tramitando ante la Sala Penal Nacional del Poder Judicial.

## Festividades

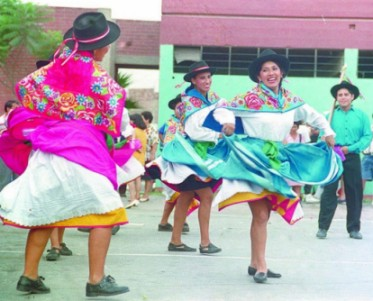
Danza Los Rejoneros

- 2 de enero - Aniversario de Creación Política del Distrito.
- 6 de enero - Bajada de Reyes.
- 17 al 20 de agosto - Feria Artesanal y Agrícola.
- 21 al 27 de agosto - Patrón San Bartolomé y Virgen Asunción.
- 20 al 26 de septiembre - Yarqa Aspiy (Fiesta del Agua).
- 30 de diciembre al 2 de enero - Negritos de Navidad y Año Nuevo.

## Educación
- Centro Educativo Primaria N° 24095
- Colegio Nacional José María Arguedas,
- Instituto de Educación Superior Tecnológico Público "Hatun Soras".

## Danzas de Hatun Soras

### Capitanía
La fiesta taurina de origen occidental, a su llegada al Perú, es asimilada por los habitantes de la costa con sus características originales; en tanto que en la sierra lo es con ingredientes propios de la zona, impuesto por el ingenio de sus habitantes.
Es el caso de Capitanía, expresión costumbrista del distrito de Soras, provincia de Sucre, departamento de AYACUCHO.
Las fiestas patronales y populares de Soras, se enriquecen con la presencia de grupos de pobladores, quienes llevados por la euforia, muchas veces a consecuencia del licor, sueltan al becerro para medir su bravura.
Aquí no hay capa ni espada, no hay picada ni estocada, hay que enfrentarse al toro, entre aplausos y gritos de alegría.
Es una ocasión propicia para que la mujer Soreña demuestre su fuerza, coraje y habilidad al enfrentarse a la fierecilla, becerro o vaquilla a la que con gracia y picardia logra derrotarla con insinuantes y sensuales movimientos de cadera.

### Los Rejoneros
El 24 de agosto de todos los años terminada la celebración del Santo Oficio, sale la procesión de San Bartolomé, ocupando el centro del trono adornado de cirios, frutas flores, etc, por todo el contorno de la plaza acompañado por el Mayordomo, Alférez de misa, el diputado de toros, amistades sociales, Músicos de los cargontes y las Milicias; y tras de éste marchan de uno en fondo, LOS REJONEROS agarrándo sus rejones o lanzas al son de un pito, tambor, waccra pucos, ccetete y otros instrumentos musicales.
Estos rejoneros son el remedo o imitación de las milicias reales, que en la época del Virreinato español, concurrían a las festividades religiosas solemnes a los templos a oír misa y a acompañar las procesiones de las imágenes. Esta antiquísima costumbre católica implantada por los conquistadores perdura todavía en algunos pueblos andinos del Perú bajo el influjo de la tradición popular.
Después de esta procesión, los rejoneros se dirigen a la plaza de toros acompañando a la Capitana, quien con sus graciosos movimientos llega a vencer al toro mientras que los rejoneros bailan al compás del pito y del tambor. Es la corrida de toros al estilo campesino con la variante de que es más expresivo por la gran variedad de cantos y movimientos coreograficos con que se adorna el proceso.

## Cantos de Hatun Soras
A la fecha muchos estudiosos han considerado al TORO VELAY -costumbre colonial de este pueblo-, como el vestigio principal del TAKI ONQOY, es decir, en esta costumbre se puede identificar ciertas características principales y originarias, como el canto y otros ritos.
Los lugareños, a la fecha consideran a toda su costumbre patronal, como "FIESTA COSTUMBRISTA DEL TORO VELAY", dedicado a sus patrones: San Bartolomé y Virgen Asunción. Esta denominación es diferente en forma y fondo, a la denominación de: TORIL. Para algunos entendidos, esta última denominación, está errada y desvirtuada, fuera de contexto, porque no responde a la verdadera costumbre colonial/étnica.